# Liam Reddox
Liam Reddox (* 27. Januar 1986 in Whitby, Ontario) ist ein ehemaliger kanadisch-britischer Eishockeyspieler, der im Verlauf seiner aktiven Karriere zwischen 2003 und 2020 unter anderem 100 Spiele für die [[]] in der National Hockey League (NHL) auf der Position des linken Flügelstürmers bestritten hat. Darüber hinaus verbrachte Reddox insgesamt acht Spielzeiten bei den Växjö Lakers in der Elitserien bzw. Svenska Hockeyligan (SHL), mit denen er zweimal die schwedische Meisterschaft gewann.

## Karriere
Liam Reddox begann seine Karriere als Eishockeyspieler in der Ontario Junior Hockey League (OJHL), in der er von 2001 bis 2003 je eine Spielzeit lang für die Milton Merchants und Wellington Dukes aktiv war. Anschließend spielte der Angreifer vier Jahre lang für die Peterborough Petes in der Ontario Hockey League (OHL). In dieser Zeit wurde er im NHL Entry Draft 2004 in der vierten Runde als insgesamt 112. Spieler von den Edmonton Oilers aus der National Hockey League (NHL) ausgewählt.
Zunächst spielte Reddox jedoch in der Saison 2006/07 für Stockton Thunder aus der ECHL, ehe er im folgenden Jahr sein Debüt für die Oilers in der NHL gab. Dies blieb allerdings sein einziger NHL-Einsatz in dieser Spielzeit, da er den Rest der Saison bei Edmontons Farmteam, den Springfield Falcons, in der American Hockey League (AHL) verbrachte. In der Saison 2008/09 kam der Stürmer regelmäßig für Edmonton zu Einsätzen und erzielte zwölf Scorerpunkte, darunter fünf Tore, in 46 Spielen für die Oilers. In der folgenden Spielzeit war er wieder hauptsächlich für die Springfield Falcons im Einsatz, während er nur neunmal für Edmonton zu Einsätzen kam. Mit Beginn der Saison 2010/11 teilten sich seine Einsatzzeiten auf die Oilers sowie deren neuen AHL-Kooperationspartner Oklahoma City Barons auf.
Ohne Chancen auf eine dauerhafte Etablierung in der NHL wurde der Kanadier im Mai 2011 von den Växjö Lakers aus der schwedischen Elitserien verpflichtet. In den folgenden acht Spielzeiten war Reddox fester Bestandteil des Teams im schwedischen Eishockey-Oberhaus, das ab dem Sommer 2013 unter dem Namen Svenska Hockeyligan (SHL) firmierte. Mit den Lakers gewann der Angreifer in den Jahren 2015 und 2018 die schwedische Meisterschaft. Bis zum Ende der Spielzeit 2018/19 absolvierte Reddox über 450 Spiele für den schwedischen Klub, ehe er seine letzte Profispielzeit bei den Belfast Giants in der britischen Elite Ice Hockey League (EIHL) verbrachte. Im Sommer 2020 beendete der 34-Jährige seine aktive Karriere. Seine Trikotnummer 85 wurde im Januar 2024 offiziell von den Växjö Lakers gesperrt und damit an keinen anderen Spieler mehr vergeben.

### International
Mit der kanadischen U18-Auswahl nahm Reddox an der U18-Junioren-Weltmeisterschaft 2004 teil, bei der er mit seiner Mannschaft den vierten Platz belegte. Mit sieben Scorerpunkten in ebenso vielen Turnierspielen war der Stürmer der punktbeste Spieler des kanadischen Kaders. Sein Debüt in der A-Nationalmannschaft gab Reddox im Rahmen des Deutschland Cup 2014.

## Erfolge und Auszeichnungen
| - 2004 OHL First All-Rookie Team - 2005 OHL Third All-Star Team - 2006 J.-Ross-Robertson-Cup-Gewinn mit den Peterborough Petes | - 2015 Schwedischer Meister mit den Växjö Lakers - 2018 Schwedischer Meister mit den Växjö Lakers - 2024 Sperrung der Trikotnummer 85 durch die Växjö Lakers |

### International
- 2004 All-Star-Team der U18-Junioren-Weltmeisterschaft

## Karrierestatistik

### International
Vertrat Kanada bei:
- U18-Junioren-Weltmeisterschaft 2004

(Legende zur Spielerstatistik: Sp oder GP = absolvierte Spiele; T oder G = erzielte Tore; V oder A = erzielte Assists; Pkt oder Pts = erzielte Scorerpunkte; SM oder PIM = erhaltene Strafminuten; +/− = Plus/Minus-Bilanz; PP = erzielte Überzahltore; SH = erzielte Unterzahltore; GW = erzielte Siegtore; 1 Play-downs/Relegation; Kursiv: Statistik nicht vollständig)